# Eerste Nederlandse Buitenschool

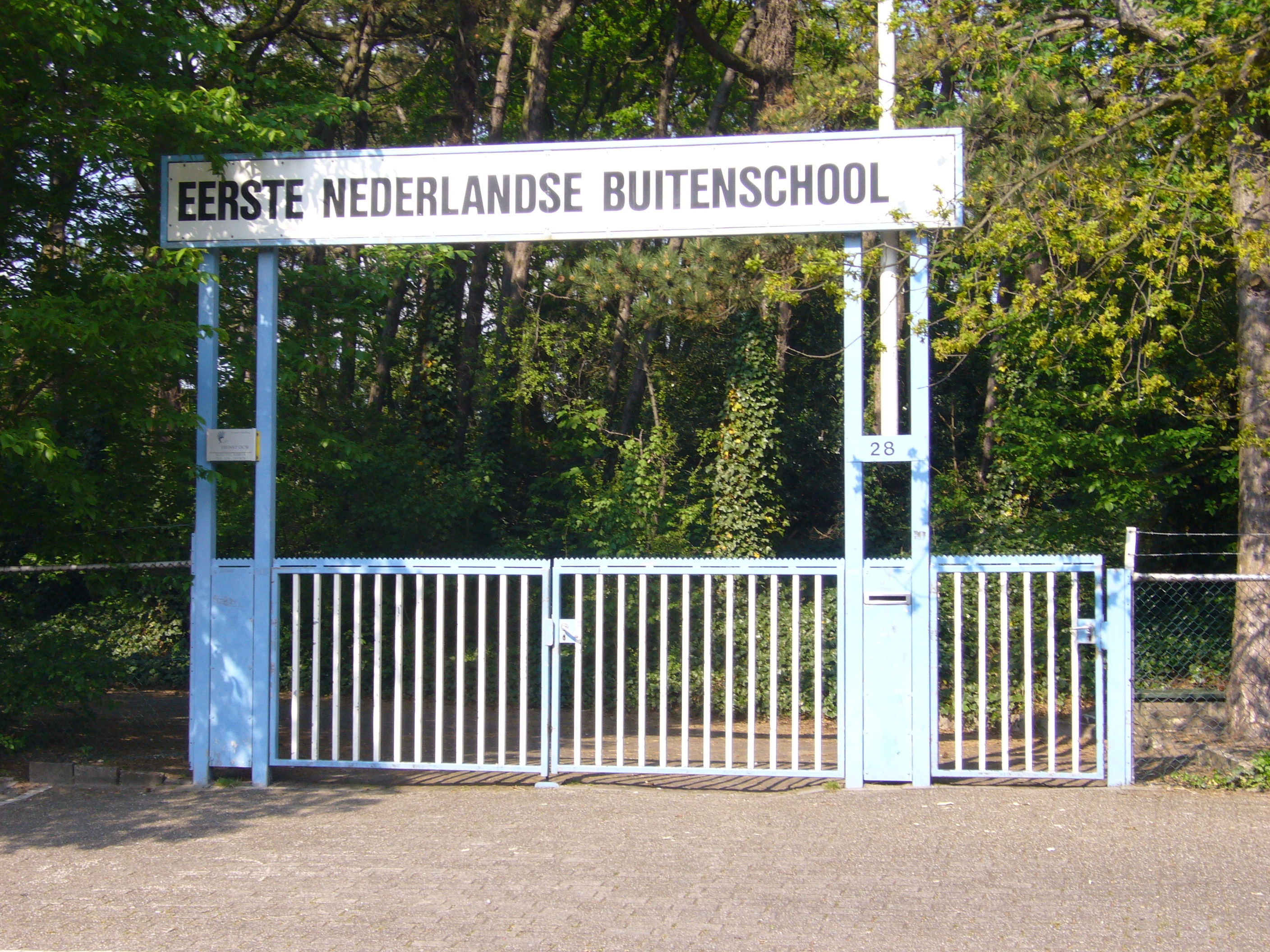
Voormalige entree aan de Doorniksestraat

De Eerste Nederlandse Buitenschool is een openluchtschool in het Belgisch Park in Den Haag.

## Geschiedenis
De Eerste Nederlandse Buitenschool (ENBS) werd in 1905 opgericht door een vereniging van particulieren, nadat zij kennis had gemaakt met de eerste Duitse Waldschule, die in 1904 was opgericht in de bossen bij het Ruhrgebied. Indien het weer het toelaat wordt buiten les gegeven. Het was toen een gezondheidskolonie voor kinderen met aanleg voor tuberculose, die rust, frisse lucht, goed eten en onderwijs nodig hadden. 
Het herstellingsoord was toen in een villa bij het Haagse Bos. In 1913 verhuisde het naar het Belgisch Park. Voor zomerverpleging bood het nieuwe gebouw plaats aan 54 patiënten, 's winters aan 34 patiënten.
In de jaren twintig besloot de gemeente dat er meer buitenscholen in Den Haag moesten komen met als doel zwakke kinderen te doen aansterken. Er zou gebruik worden gemaakt van bestaande, leegstaande gebouwen. In Huize Leyenburg, de woning van de voormalige burgemeester van Loosduinen, aan de Leyweg werd de openbare buitenschool in 1929 geopend, er was plaats voor 104 kinderen.
De ENBS bleef een herstellingsoord, en het sanatorium had dringend behoefte aan uitbreiding. In 1928 werden de houten gebouwen afgekeurd en in 1933 werden de nieuwe, stenen gebouwen in gebruik genomen. Het bestuur van de school kwam in handen van de gemeente, en de 's-Gravenhaagse Vereniging tot Bestrijding van Tuberculose nam het beheer over van het sanatorium.
Naarmate TBC in Nederland minder voorkwam, waren er steeds meer astmapatiënten. Ook die groep werd kleiner toen de medicijnen verbeterden. Kinderen met andere ziekten, zoals epilepsie, diabetes, taaislijmziekte (cystic fybrosis) en kanker werden steeds vaker toegelaten.

## Huidige situatie
Sinds augustus 2005 is de ENBS een school voor kinderen van 4 - 13 jaar met psychiatrische problemen, zoals angststoornissen, een ontwikkelingsstoornis een internaliserende psychiatrische problematiek. De kinderen komen uit de regio Haaglanden. Het onderwijsaanbod op de buitenschool is breed en sluit aan bij de individuele leerniveaus.
Sinds 2014 heeft de ENBS een verbouwing ondergaan waaronder het plein en poort vernieuwd zijn, het kleine schoolgebouw afgebroken is en er een nieuw gebouw in de plaats kwam, ook is het hele interieur vernieuwd en gemoderniseerd.